# Ilkenberg

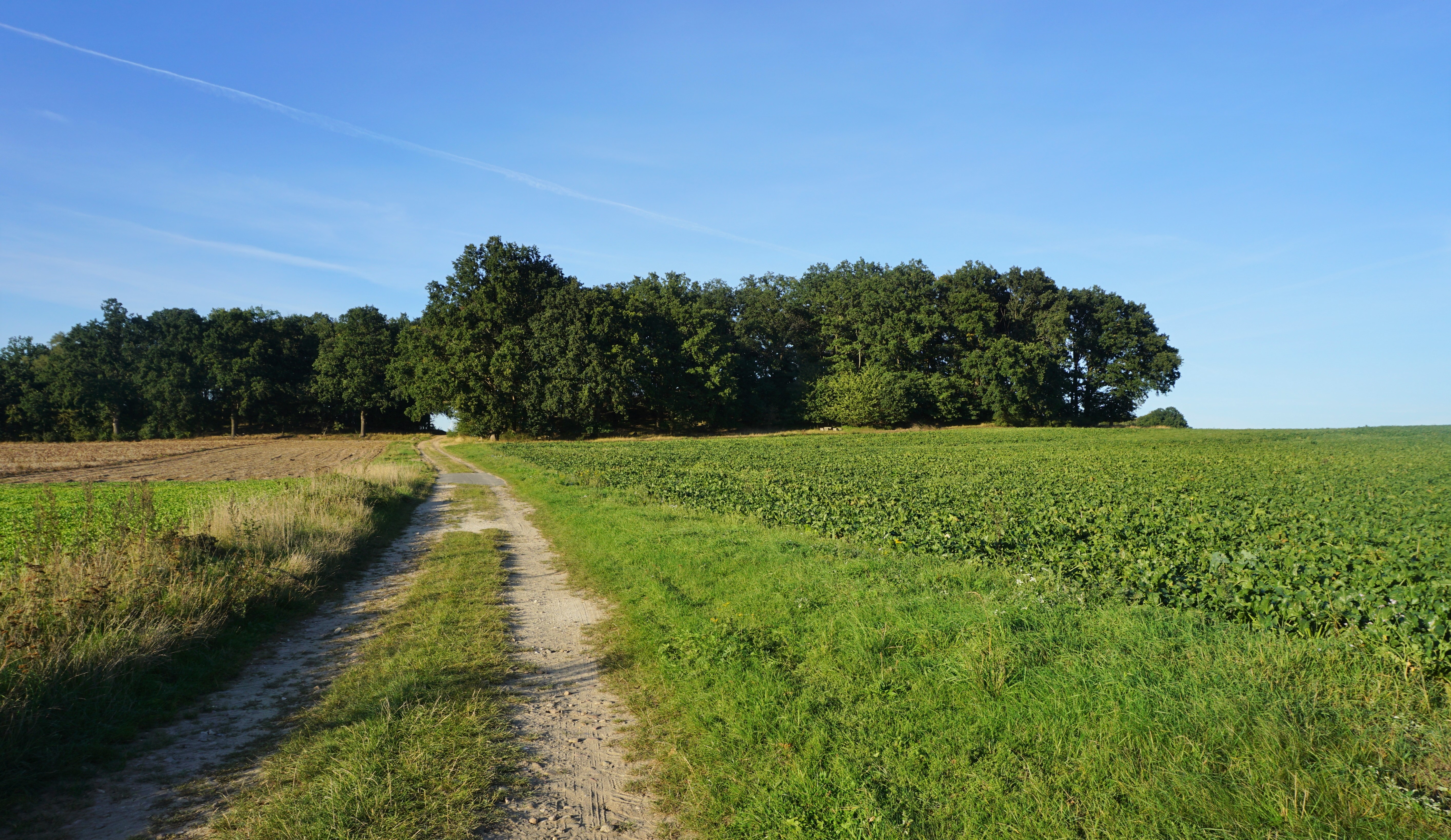
Ilkenberg

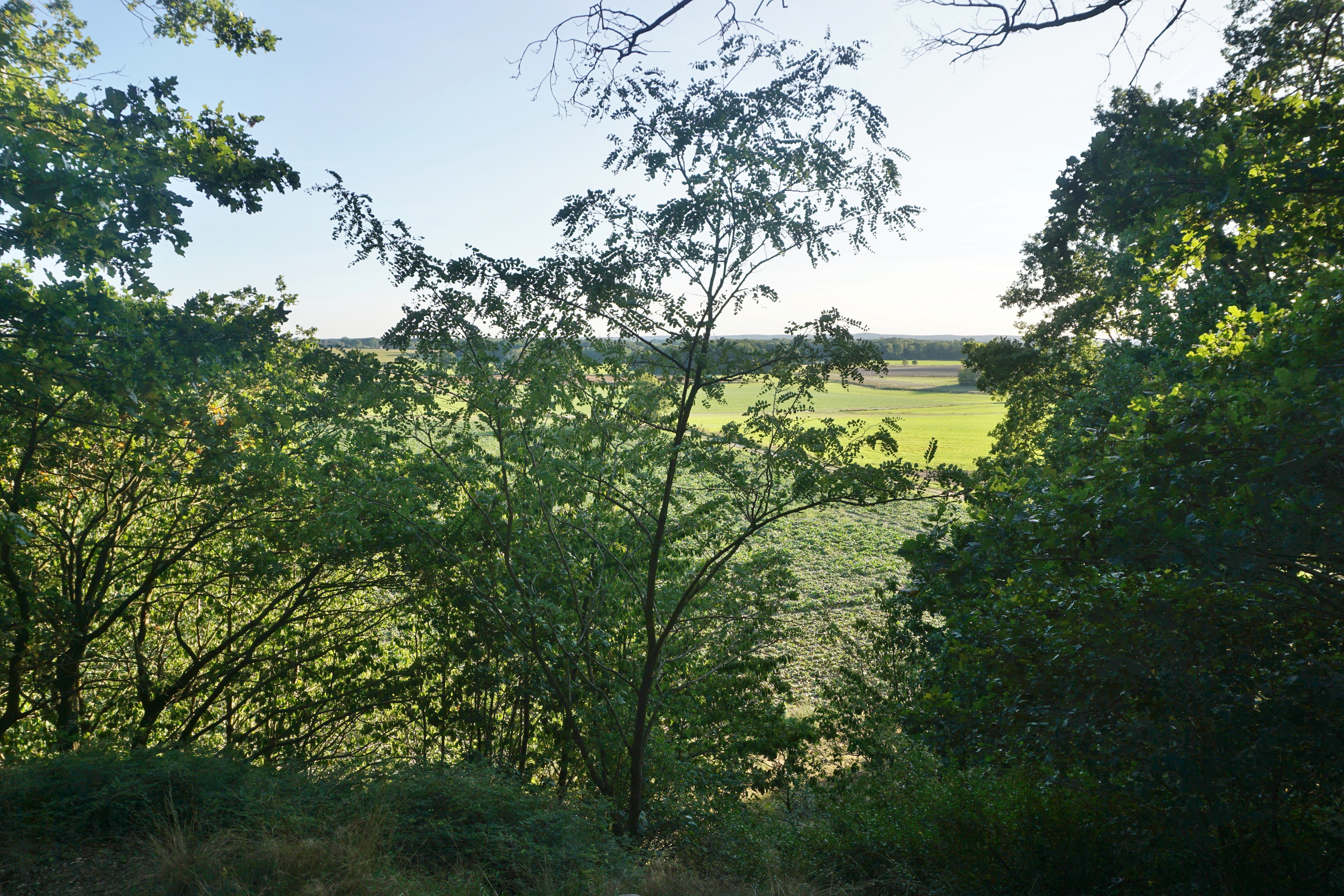
Ausblick vom Ilkenberg Richtung Süden

Der Ilkenberg ist eine kleine Anhöhe in der Gemeinde Suhlendorf im niedersächsischen Landkreis Uelzen. Der 84,8 Meter hohe Ilkenberg wurde durch verschiedene Legenden als ehemalige Kultstätte bekannt, obwohl hierfür nennenswerte Belege fehlen.

## Lage
Der Ilkenberg liegt beinah exakt im Mittelpunkt der umliegenden Dörfer. Eine Vielzahl an Feldwegen läuft auf die Anhöhe zu. Der höchste Bereich der Anhöhe wird von einem kleinen Waldstück bedeckt, das ringsherum von Äckern umgeben ist.

## Geschichte
Der Ilkenberg entstand vor 120.000 bis 240.000 Jahre. Erste menschliche Spuren am Ilkenberg bilden Urnen, die aus der frühen Eisenzeit um 700 vor Christus stammen.
Ende der 1990er-Jahre wurde der Ilkenberg umfassend neu gestaltet und mit Elementen versehen, die an die vielfältigen Erzählungen zur Geschichte des Berges anknüpfen, ohne dass es für diese Erzählungen Belege gab. Herbert Schulze schuf in Zusammenarbeit mit weiteren Suhlendorfer Bürgern verschiedene Elemente aus Feldsteinen. Als Eingangstor wurden zwei größere Steine aufgestellt, von denen aus ein Pfad zu einem neugeschaffenen Steinkreis auf der Anhöhe führt. Der Steinkreis wird von einem Altar mit einem eingravierten Kreuz und einem sogenannten „Teufelsstein“ durchbrochen. Der Altar, Teufelsstein und die  Johannes-der-Täufer-Kirche in Ostedt bilden eine Achse.

## Name
Der Ursprung des Namens „Ilkenberg“ ist nicht geklärt und Gegenstand von Diskussionen. Publikationen aus dem Bereich der Heimatforschung nehmen an, dass der Name von „Hiligenbarg“ abgeleitet sei, was so viel wie „der heilige Berg“ bedeute. Friedel Helga Roolfs, aus der Kommission für Mundart- und Namenforschung Westfalens, stellte zwei Vermutungen zur Namensherkunft auf. Zum einen könne der Name von Ägidius abgeleitet sein und daher Aegidienberg bedeuten. Zum anderen könne „Ilkenberg“ eine indogermanische Herkunft aufweisen, da Ilk in dieser Sprache für Schlamm, Ton oder Lehm stehe und auf die Beschaffenheit des Bodens anspielen könne.

## Legenden
Verschiedene Erzählungen stellen den Ilkenberg als wichtige Kultstätte dar. Es wurde behauptet, dass der Ilkenberg eine heidnische Kultstätte und Schauplatz von Leichenverbrennungen gewesen sei sowie eine Altaranlage der Germanen besaß. Des Weiteren wurden Vermutungen aufgestellt, dass das der Ilkenberg als Freiluft-Kirchplatz mit einem Altar aus Feldsteinen nach der Christianisierung Deutschlands genutzt wurde. Der als „Ol Altor“ bezeichnete Altar soll 1896 entfernt worden sein. Archäologische Funde, die eine Nutzung als Kultstätte oder christliche Glaubensstätte belegen, fehlen allerdings. Trotz dessen werden die Legenden auch bewusst genutzt, um Touristen auf den Berg aufmerksam zu machen.